# Dolmen del Solà dels Clots
El Dolmen del Solà dels Clots és un dolmen del terme comunal de Castellnou dels Aspres, a la comarca del Rosselló, de la Catalunya del Nord.
Està situat a la zona central de l'extrem meridional del terme comunal, a prop i al sud-est del Dolmen del Pla de l'Arca.
Fou esmentat per primer cop el 2011 per Jean Abélanet, tot i que Carreras i Tarrús el donen com a dubtós i desaparegut.